# Dnes neumírej
Dnes neumírej je britský špionážní akční film. Jedná se o dvacátý „oficiální“ film s agentem Jamesem Bondem. V hlavní roli se naposledy jako James Bond představil Pierce Brosnan. Film byl natočen roku 2002 a režie se ujal Lee Tamahori.

## Příběh
V tomto dílu se Bond snaží zabránit synovi severokorejského generála Moona, Tan-Sun Moonovi, aby ovládl svět pomocí satelitu s obřím zrcadlem - Ikarem. To se může zaměřit na jakékoliv místo na Zemi a zničit jej. Tan-Sun Moon se svým přítelem podstoupí plastickou operaci na Kubě a stvoří novou postavu - diamantového miliardáře Gustava Gravese. Toho Bond navštíví v jeho ledovém paláci na Islandu. Bond pronásleduje svého nepřítele i po jiných místech světa (Velká Británie) a nakonec celý příběh vrcholí v letadle nad Severní Koreou, kde se Bondovi podaří svého nepřítele zabít a satelit zničit.

## Zajímavosti
Ve filmu herci připomínají názvy předešlých bondovek, jako například Jen pro tvé oči, Povolení zabíjet, Jeden svět nestačí, Žít a nechat zemřít, V tajné službě Jejího Veličenstva i Diamanty jsou věčné.

### Bond car
Po sérii vozů BMW se James Bond objevil ve voze Aston Martin Vanquish. Ve filmu je jedna automobilová honička s vozem Jaguar XKR po zamrzlém jezeře. Automobily byly vybaveny pohonem všech kol. Jaguar byl vybaven kulometem a řízenými střelami. Aston Martin měl opět sedadlo s katapultem a speciální maskování umožňující neviditelnost.